# دنباله (فیلم)
دنباله (ترکی استانبولی: İz) فیلمی در ژانر مهیج به کارگردانی یسیم اوستااوغلو است که در سال ۱۹۹۴ منتشر شد. از بازیگران آن می‌توان به دریا آلابورا و آیتاچ آرمان اشاره کرد.